# Centauro (historieta de Martín/Redondo)
Centauro fue una serie de historietas creada por el guionista Andreu Martín y el dibujante Jesús Redondo para la revista "Sacarino" de Editorial Bruguera en 1975.

## Trayectoria editorial
A partir de 1971, Bruguera encargó la realización de nuevas series de grafirmo realista a dibujantes de prestigio (Bielsa, Borrell, Buylla, Cuyás, Edmond), lo que desató cierto optimismo en el sector.
Se reeditó dentro de la colección Super Ases Bruguera en 1978 y del suplemento de cómics del diario "El Sol" entre 1990 y 1991.

## Argumento y personajes
1. Te llamaré Centauro
Zaenrtw es un extraterrestre procedente de Alfa Centauro, que, en una misión de exploración de la Tierra, sufre una avería en los tanques de carburante de su ovni, y ha de quedarse en el planeta hasta que encuentre el combustible que necesita. Al respirar el aire terrestre, Zaenrtw se desmaya, pero lo recoge Pearl Graham, una psicóloga a la que persiguen por conocer información secreta sobre la fabricación de una poderosa bomba. Reacio a ayudarla, ambos se ven obligados a escapar en un coche de los pistoleros que quieren interrogarla. Cuando son detenidos, Zaenrtw usa por fin sus poderes mentales para deshacerse de sus captores. A partir de entonces, la muchacha y el extraterrestre, al que ella apoda Centauro, se ayudarán mutuamente.